# Allomerus octoarticulatus
Allomerus octoarticulatus är en myrart som beskrevs av Mayr 1878. Allomerus octoarticulatus ingår i släktet Allomerus och familjen myror.

## Underarter
Arten delas in i följande underarter:
- A. o. demerarae
- A. o. octoarticulatus
- A. o. tuberculatus

## Bildgalleri

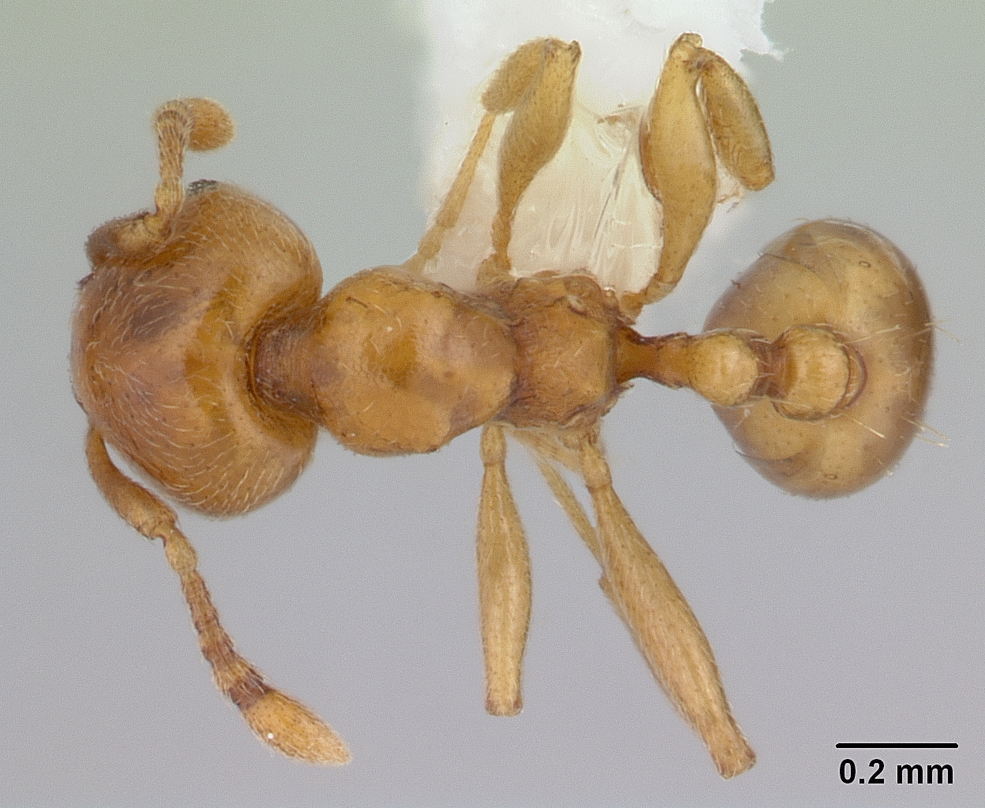
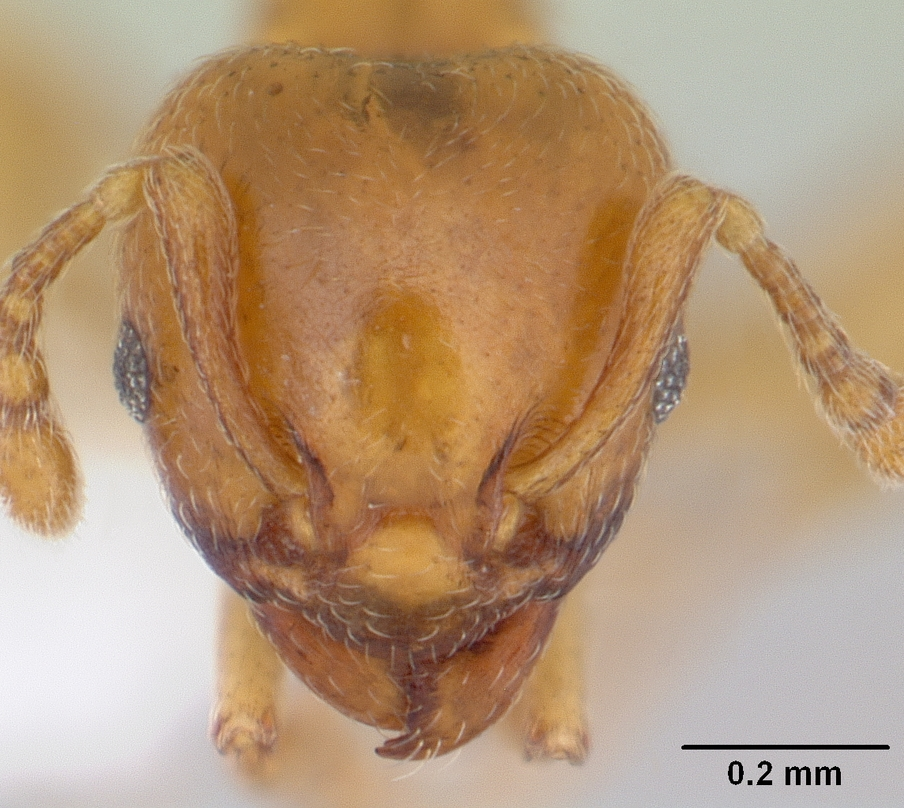
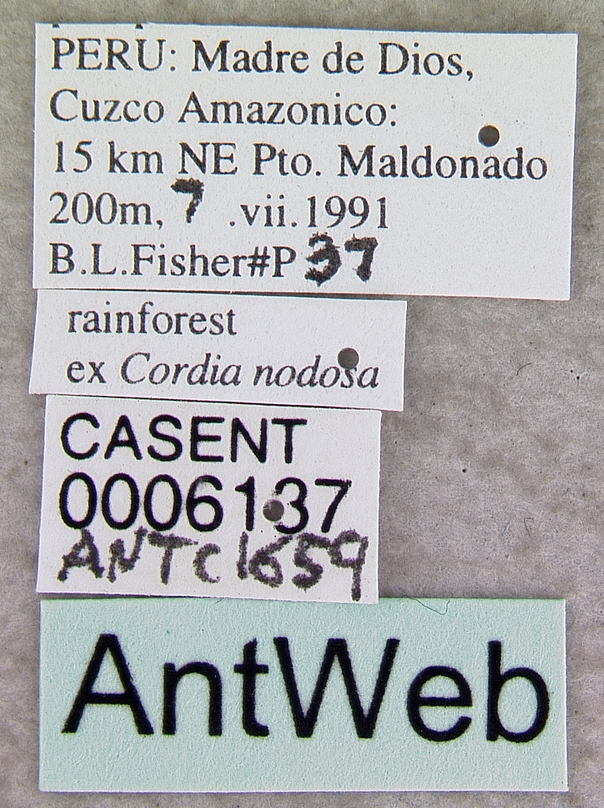
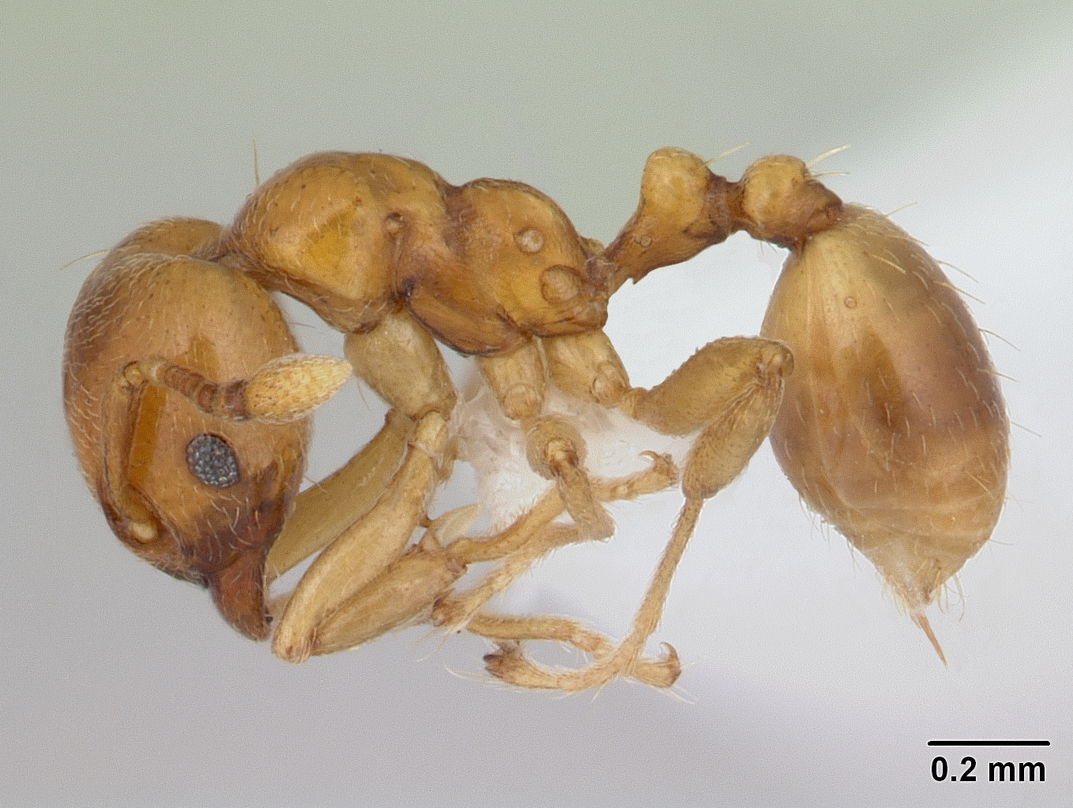